# Mimicry

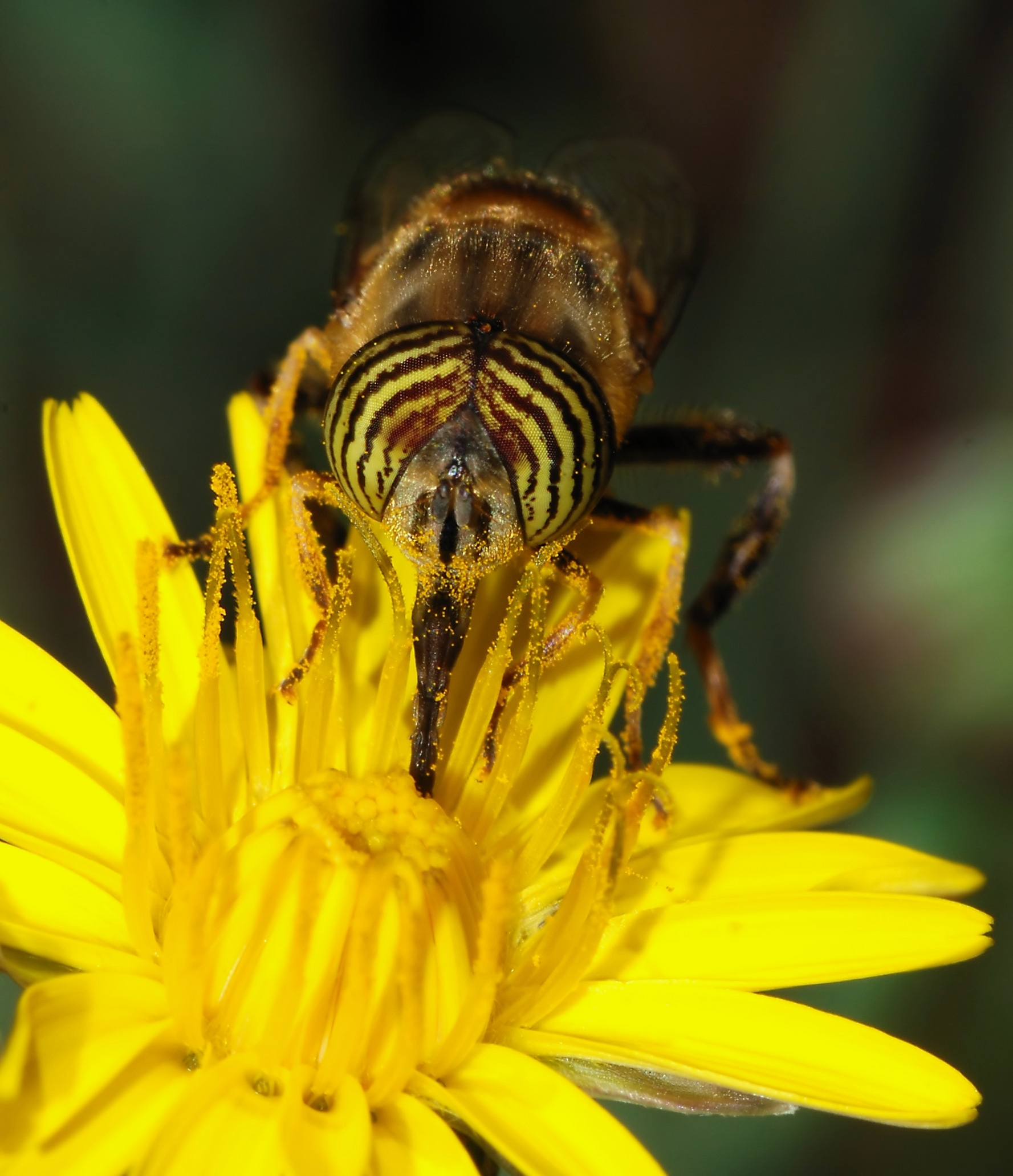
Mimicry van Bates: deze zweefvlieg lijkt een wesp

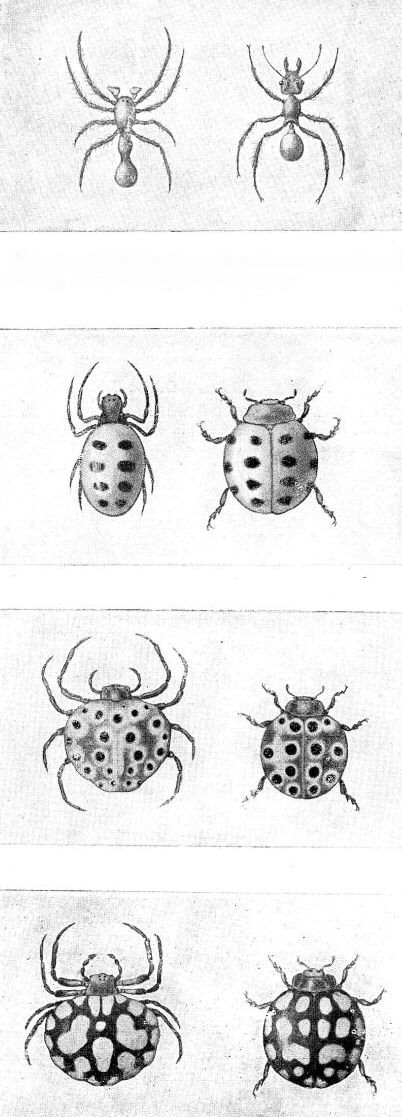
Voorbeelden van mimicry door spinnen, bij de bovenste afbeelding is het alleen het mannetje dat een mier nabootst, bij de andere afbeeldingen wordt het lieveheersbeestje nagebootst dat niet lekker smaakt.

Mimicry is een evolutionaire adaptatie waarbij een dier of plant veel meer op een ander dier of plant lijkt, dan door toeval, levenswijze en gezamenlijke afstamming verwacht mocht worden. Een van beide soorten vormt een nabootsing van de andere soort. Het woord betekent nabootsing of camouflage.
Er zijn verschillende soorten mimicry, waaronder:
- Mimicry van Müller: verschillende gevaarlijke (bijvoorbeeld giftige) soorten lijken op elkaar.
- Mimicry van Bates: een op zichzelf voor predatoren ongevaarlijke soort lijkt op een gevaarlijke soort.
- Agressieve mimicry (of zelden gebruikt: mimicry van Peckham): mimicry door roofdieren van hun prooidier of andere soorten uit hun omgeving, om zo de prooi te lokken of ongemerkt te kunnen benaderen.
- Mimicry van Vavilov: onkruiden bootsen de zaden van de gedomesticeerde gewassen na om zo door de mens verspreid te worden. Voorbeelden van deze mimicry van Vavilov zijn voederwikke dat de zaden van de linze imiteert en rogge dat de levenscyclus, de aren en zaden van tarwe imiteerde.[2]

Als een onderdeel van een dier een ander onderdeel nabootst, spreekt men wel van automimicry. Bekend zijn de oogvlekken bij de staart van tropische vissen, die de aanvaller op het verkeerde been moeten zetten.
Een bekend voorbeeld van mimicry in West-Europa zijn de geel-zwarte strepen bij diverse soorten insecten, waarvan sommigen steken. De vergelijkbare tekening van bijvoorbeeld bijen en wespen is een voorbeeld van mimicry van Müller, terwijl het nabootsen van die tekening door fopwespen een voorbeeld is van mimicry van Bates, voor het eerst beschreven door de Britse natuuronderzoeker Henry Walter Bates.
De meeste en bekendste voorbeelden van mimicry vindt men bij insecten, maar het komt ook voor bij andere dieren en zelfs bij planten. Een voorbeeld van dit laatste zijn de spiegelorchissen, die insecten imiteren om zo hun soortgenoten te lokken. Deze insecten helpen de bloem bij de bestuiving.

## Akoestische mimicry
Naast de genoemde visuele mimicry is in onderzoek vastgesteld dat akoestische mimicry onder dieren bestaat. Bepaalde oneetbare nachtvlinders uit de familie beervlinders maken als reactie op signalen van vleermuizen zelf klikkende ultrasone geluiden. De nachtvlinders die dezelfde geluiden produceren worden na kennismaking met de eerdere soort door de vleermuis gemeden, of ze nu ook oneetbaar zijn of niet. Ook de rupsen van het berggentiaanblauwtje maken gebruik van geluiden om de mieren die zij parasiteren te doen geloven dat zij mierenkoningin zijn.

## Geurstoffen
Sommige insecten gebruiken geurstoffen om insecten van een andere soort te misleiden.
Er zijn enkele soorten vlinderlarven die als prooi in een mierennest terechtkomen en dan feromonen afscheiden waardoor ze in plaats van te worden opgegeten juist worden beschermd en vertroeteld door mieren. Bijvoorbeeld het gentiaanblauwtje.
Er zijn roofinsecten die hun prooi lokken met feromonen van de prooisoort. Hetzelfde geldt voor parasitaire insecten, zoals de larven van oliekevers die (o.a.) feromonen gebruiken om een bij te lokken, om daarna mee te liften naar een bijennest.
Stinkzwammen en sommige aronskelken verspreiden een lijkengeur om bromvliegen aan te trekken die voor de verspreiding van sporen en voor de bevruchting moeten zorgen.

## Afbeeldingen

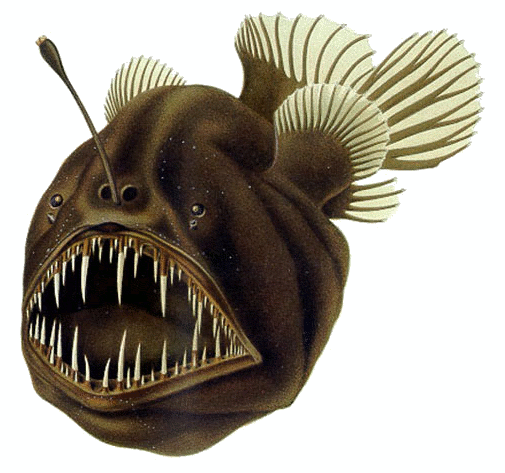
mimicry van Peckham: De hengel van deze diepzeehengelvis geeft licht en trekt zo prooi aan. De vis zelf blijft onzichtbaar in de donkere diepzee
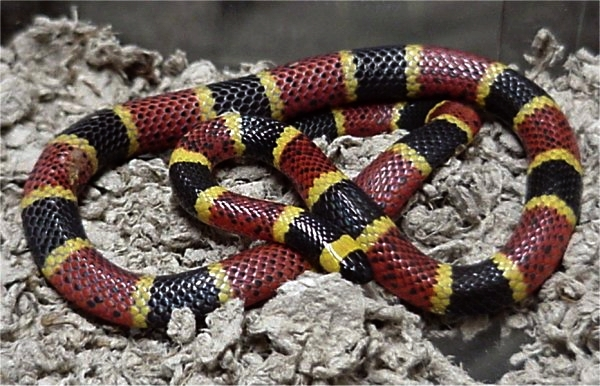
Micrurus tener, een gevaarlijke koraalslang
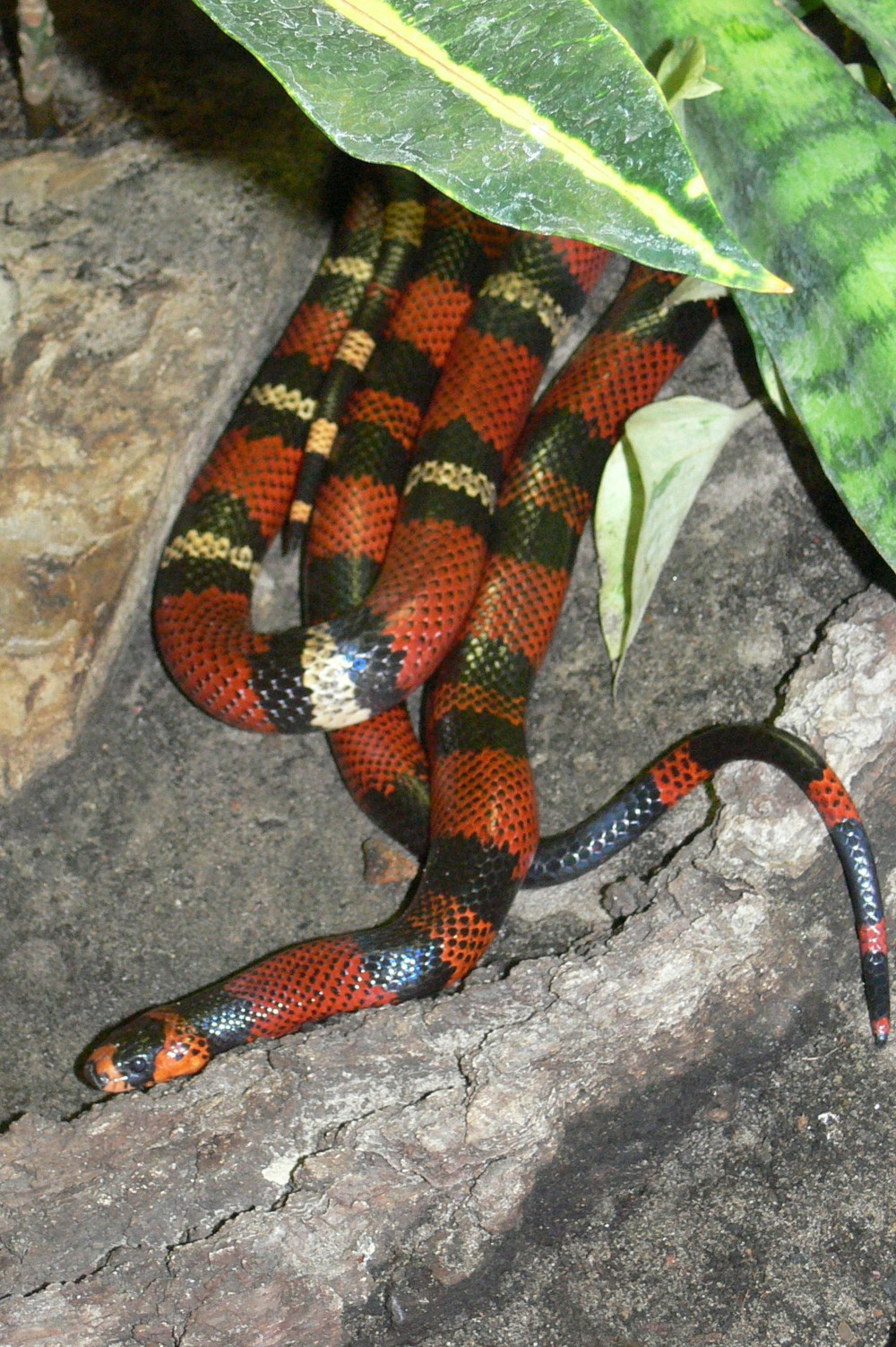
Ongevaarlijke Lampropeltis triangulum hondurensis